# 로버트 엥글
로버트 프라이 엥글 3세(Robert Fry Engle III, 1942년 11월 10일~)는 미국의 경제학자, 통계학자이다.  "공통의 경향을 지닌 일련의 경제 시간 분석"에 대한 공로를 인정받아 2003년에 클라이브 그레인저와 같이 노벨 경제학상을 수상하였다.